# Colomba d'Iona
Pour les articles homonymes, voir Colomban.
Colomba d'Iona ou Columkill ou Colomkille ou Colombeau ou Colme ou Colombus ou Saint Colomba (7 décembre 521 – 9 juin 597), ou Colum(b) Cille en gaélique irlandais (c'est-à-dire « Colombe de l'église »), est un missionnaire irlandais qui aide à introduire le christianisme en Écosse et dans le nord de l'Angleterre. Il établit un nouvel ordre monastique dont la principale communauté s’installe sur l'île de Iona en 563. La légende veut qu'il soit arrivé sur la petite île des Hébrides avec douze compagnons, métaphore christique visant à renforcer son caractère sacré. Il est enterré à Downpatrick avec saint Patrick et sainte Brigitte d'Irlande qui sont les autres saints patrons de l'Irlande.
Saint Colomba est fêté le 9 juin.

## Biographie

### Origine
Saint Colomba est né en 521 sous le nom royal de « Criamtham ». C'est en effet un prince de la maison des O'Neill de Tir Conail dans l'actuel Comté de Donegal en Irlande. Il est le fils de « Feidlimid mac Fergus Cendfota mac Conall Gulban », son ancêtre est le fondateur éponyme du Cenél Conaill. Ce dernier est lui-même l'un des fils de l'Ard ri Érenn Niall Noigiallach. Par sa grand-mère, Erca, fille de Loarn mac Eirc, le fondateur du Cenél Loairn, il est également apparenté aux rois de Dal Riada. Par ses origines, il est représentatif du haut Moyen Âge irlandais où la réalité du pouvoir est détenue par les abbés issus des familles princières et perpétuant la société clanique de l'ïle.

### En Irlande
Connu sous le nom ecclésiastique de Colomba c'est-à-dire « Colombe (de l'église) », il entre à l’Abbaye de Clonard sous la direction de saint Finian et aurait fondé selon la tradition plusieurs écoles et monastères en Irlande : à Derry en 545, Durrow en 553 et Kells en 554.
Colomba fut peut-être poussé à l’émigration par son zèle missionnaire mais également exilé, sans doute pas comme le veut la légende, pour avoir exécuté et emporté sans l'accord de Finnian de Moville, la copie d’un précieux manuscrit romain, mais plutôt pour des raisons politiques liées à son rôle dans les rivalités qui opposaient les membres de la famille royale. Ces rivalités avaient abouti en 561 à la sanglante bataille de Cúl Dreimne entre les O‘ Neill du Nord et l’Ard rí Érenn Diarmait mac Cerbaill (544-565) et à l'excommunication de Colomba par un synode. Il est pardonné lors d'un autre synode réuni à Teltown dans le comté de Meath mais doit s'exiler immédiatement.

### En Écosse
Dans ce contexte, son influence ne fut pas uniquement spirituelle mais aussi fortement politique. Condamné, toujours selon la légende, à « convertir autant de nouveaux chrétiens qu’il en était morts par sa faute », il s’installe avec douze compagnons en 563 sous la protection du roi Conall mac Comgaill de Dal Riada sur la petite île de Iona, ancien lieu sacré des druides, située au large de l'île de Mull et il en fait une plaque tournante de ses missions et interventions, tant au royaume de Dal Riada que chez les Pictes.
En s’enfonçant vers le nord par le Great Glen, il dompte selon la légende le monstre qui hantait déjà les rives du Loch Ness et réussit à traiter avec les druides (magus) qu’il rencontre à la cour du roi Brude et dont le principal Broichan était le propre père nourricier du souverain.
La conversion, la neuvième (la huitième selon la Chronique Picte) année de son règne, des pictes et du roi Brude, pourtant issu d’une famille brittonique théoriquement déjà chrétienne, et dont le père putatif aurait fait l’objet des anathèmes de Gildas est passée sous silence par Saint Adomnan biographe du saint, mais mise au crédit de Colomba par la Chronique Picte et sous entendue par Bède le Vénérable : 

« Colomba arriva en Bretagne la neuvième année du règne de Bruide, fils de Maelchon, roi très puissant de la nation des pictes. Et par sa prédication, autant que par son exemple, il convertit cette nation à la foi du Christ. Sur quoi il reçut des Pictes une île, dont il a été question plus haut pour y édifier un monastère. »

Selon Adoman, l'hagiographe du saint, outre Bruide le roi des Pictes, quatre rois contemporains ont une grande importance aux yeux de Colomba : Diarmait mac Cerbaill roi de Tara, Oswald de Northumbrie, Áedán mac Gabráin roi du Dal Riada en Écosse et Áed Sláine. Colomba entretient également des relations amicales avec Rhydderch Hael le roi de Strathclyde qui régnait à cette époque à Alclut.
L’abbé Colomba joue également un grand rôle dans le royaume de Dal Riada. Il use de son influence pour couronner roi à Iona Áedán mac Gabráin, en conformité avec les règles de la tanistrie pratiquées dans les royaumes irlandais, mais au détriment des droits d’Eòganán mac Gabráin, le pieux fils aîné de Gabhran, écarté de la royauté par le saint qui lui était pourtant favorable à la suite de l’intervention d’un ange.
En 575, le nouveau roi, accompagné de saint Colomba, participe au concile de Druim Ceat (Comté de Derry), en Irlande, où le Dal Riada écossais est reconnu indépendant par le futur Ard rí Érenn Áed mac Ainmerech du Cenél Conaill des O’Neill du Nord, sous réserve qu’il le soutienne toujours dans les conflits purement irlandais.
Saint Adomnan rapporte qu’un jour, le roi des Scots demanda à saint Colomba lequel de ses trois fils aînés, Artuir, Eochaid Find ou Domangart, devrait selon lui succéder à sa mort. L’évêque répondit qu’aucun d’eux ne régnerait jamais car ils seraient tous tués au combat. Le saint demanda alors au roi de faire venir ses plus jeunes fils et lorsque Eochaid Buide, quatrième héritier mâle, se présenta devant lui, il le bénit et déclara à son père : « Voilà celui qui te survivra ! »

### Postérité
Après la mort de Colomba (8/9 juin 597), la direction de la communauté monastique d’Iona fut assurée pendant au moins un siècle et demi, à une exception près par des princes abbés issus directement du Cenél Conaill, dont son biographe et neuvième successeur comme abbé d'Iona, saint Adomnan d'Iona.

## Homonymie
On trouve aussi pour son nom la graphie anglaise saint Columba et il ne doit pas être confondu avec son contemporain et compatriote irlandais saint Colomban fondateur des abbayes de Luxeuil et de Bobbio.